# Podatek katastralny
Podatek katastralny – jeden ze sposobów opodatkowania nieruchomości, w którym wysokość podatku jest uzależniona od wartości katastralnej nieruchomości.
W literaturze podatek katastralny jest często określany łacińskim zwrotem ad valorem („od wartości”).

## Cechy
- zwiększenie dochodów jednostek samorządu terytorialnego[1]
- uzależnienie dochodów jednostek samorządu terytorialnego od prowadzenia racjonalnej, podnoszącej wartości nieruchomości polityki przestrzennej
- w krajach i jednostkach administracyjnych, gdzie został wprowadzony, sprzyja uchwalaniu miejscowych planów zagospodarowania przestrzennego
- prowadzi do uporządkowanej urbanizacji, wspiera racjonalny rozwój miast, zwiększa dostępność mieszkań i domów na rynku (jednostki samorządu terytorialnego zarabiają na zagospodarowanych i płacących wyższy podatek katastralny nieruchomościach)
- uporządkowanie kwestii własności nieruchomości (m.in. pozytywny wpływ na bezpieczeństwo obrotu nieruchomościami)
- ograniczenie tzw. szarej strefy podatków lokalnych
- może być uzasadniony społecznie (właściciele droższych nieruchomości płacą proporcjonalnie wyższy podatek)
- pozytywny wpływ na dystrybucję bogactwa w społeczeństwie (bardziej proporcjonalne rozłożenie ciężarów podatkowych)
- ograniczenie spekulacyjnego inwestowania w nieruchomości
- stanowi impuls do zagospodarowania niewykorzystywanych obecnie nieruchomości
- uporządkowanie przestrzeni publicznej (podatek może zachęcać do rozbiórki budynków i budowli, których nie udało się zagospodarować, w tym obiektów niskiej jakości, szpecących krajobraz)
- zwiększa powszechną dostępność informacji na temat zasobów terenów, dostępną potencjalnym inwestorom, dzięki udostępnianiu przez władze lokalne, zwykle w formie elektronicznej, bazy danych i map dotyczących oszacowanej wartości, istniejącego i dopuszczalnego sposobu zagospodarowania poszczególnych działek, mediów dostępnych na działce etc.
- związana z wprowadzeniem podatku jawność i łatwa dostępność istotnych informacji o nieruchomościach ma pozytywny wpływ na zdolność do racjonalnego podejmowania decyzji tak przez inwestorów, jak i władze lokalne – zwiększa ruch inwestycyjny w nieruchomości.
- podnosi świadomość właścicieli o istnieniu korelacji pomiędzy wartością ich nieruchomości, traktowanej jako istotna inwestycja a sposobem wydawania zasobów miejskich czy gminnych – sprzyja nadzorowi społecznemu nad działaniami samorządu lokalnego
- mieszkańcy gmin otrzymujących szerszy zakres usług komunalnych, (występujące w dużych miastach usługi komunikacji zbiorowej, dostęp do szkół i instytucji kulturalnych, rozwiniętej sieci dróg) płacą proporcjonalnie wyższy podatek za administrację i utrzymywanie tej infrastruktury, od mieszkańców gmin wiejskich, gdzie są one niedostępne w tym zakresie.

- wzrost obciążeń podatkowych właścicieli nieruchomości, co z kolei może wywołać wzrost kosztów wynajmu i użytkowania nieruchomości[1]
- jest kosztowny we wdrożeniu (uzupełnienie i uporządkowanie danych w ewidencji gruntów i budynków, księgach wieczystych, budowa zintegrowanego systemu informacji o nieruchomościach)
- jest droższy w administrowaniu (m.in. konieczność aktualizacji wartości nieruchomości)
- wysokość obciążeń podatkowych nie zależy od dochodów podatnika (co jest wadą np. w przypadku osoby posiadającej nieruchomości o dużej wartości, która uzyskuje niewysokie świadczenia emerytalne)
- może spowodować osłabienie skłonności właścicieli nieruchomości do ich remontowania lub modernizowania z obawy przed wzrostem ich wartości, która wiązałaby się ze zwiększeniem kwoty należnego podatku
- może pogłębić dysproporcje dochodowe pomiędzy gminami biednymi a bogatymi (różnice pomiędzy wartością podstawy opodatkowania w poszczególnych gminach)